# Gilberto Mendes
Gilberto Ambrosio Garcia Mendes (ur. 13 października 1922 w Santos, zm. 1 stycznia 2016 tamże) – brazylijski kompozytor.

## Życiorys
W latach 1941–1949 kształcił się w Conservatorio Musical de Santos. Studiował kompozytorstwo pod bacznym okiem Cláudia Santora i George'a Toniego. W latach 60. kształcił się w Darmstadt, a jego nauczycielami w tym okresie byli Pierre Boulez, Henri Pousseur i Karlheinz Stockhausen. W 1965 zapoczątkował Santos New Music Festival. W latach 70. i 80. wykładał na University of Wisconsin-Madison, University of Texas at Austin oraz na uczelni w São Paulo.
Komponował kantaty, motety, muzykę incydentalną i awangardową.
Zmarł 1 stycznia 2016 na atak serca w wieku 93 lat.